# 汇丰前海证券
汇丰前海证券有限责任公司，是由香港上海汇丰银行作为主要控股股东与前海金融控股有限公司（前海金控），分别出资51%和49%共同组建的港资控股合资证券公司。2015年12月，汇丰前海证券的设立申请获得证监会正式受理。2017年8月28日，汇丰前海证券根据内地与香港关于建立更紧密经贸关系的安排补充协议十（简称“CEPA10”）的具体指引正式设立，并于2017年11月获得中国证监会颁发的《经营证券期货业务许可证》，经营范围包括：一、证券承销与保荐；二、证券经纪；三、证券投资咨询。2020年10月，经营范围增加证券自营业务、证券资产管理业务。同时，汇丰前海还是中国第一家外资拥有多数股权的券商。
在CEPA框架下设立的四家券商中，汇丰前海证券成长较慢。截止2021年持续亏损，净利润以及各分项业务收入均在行业内位居倒数。2021年12月底，深圳联合产权交易所披露，前海金控拟以约12.64亿元出售汇丰前海证券39%股权，挂牌期满日为2022年1月21日。若转让顺利，前海金控此次浮盈或达3.82亿元。预计专注于亚洲市场的汇丰将竞标全部39%股权，以在世界第二大经济体扩张业务。